# Stacked Rubbish
Stacked Rubbish é o  terceiro álbum de estúdio álbum da banda japonesa de rock visual kei the GazettE lançado dia 4 de julho de 2007 no Japão, 24 de Agosto na Europa e em 31 de Julho no Brasil.

## Recepção
Alcançou a terceira posição nas paradas japonesas da Oricon Albums Chart.

## Faixas
Todas as letras escritas por Ruki. 
| N.º            | Título                                     | Duração |  |
| 1.             | "Art Drawn by Vomit"                       | 1:49    |  |
| 2.             | "Agony"                                    | 4:15    |  |
| 3.             | "Hyena"                                    | 4:16    |  |
| 4.             | "Burial Applicant"                         | 4:27    |  |
| 5.             | "Ganges ni Akai Bara" (ガンジスに紅い薔薇) | 4:08    |  |
| 6.             | "Regret"                                   | 4:30    |  |
| 7.             | "Calm Envy"                                | 6:05    |  |
| 8.             | "Swallowtail on the Death Valley"          | 4:06    |  |
| 9.             | "Mob 136 Bars"                             | 2:39    |  |
| 10.            | "Gentle Lie"                               | 3:53    |  |
| 11.            | "Filth in the Beauty"                      | 4:11    |  |
| 12.            | "Circle of Swindler"                       | 2:58    |  |
| 13.            | "Chizuru" (千鶴)                           | 5:47    |  |
| 14.            | "People Error"                             | 2:58    |  |
| Duração total: | Duração total:                             | 56:08   |  |

## Ficha técnica

### the GazettE
- Ruki – vocais
- Uruha – guitarra solo
- Aoi – guitarra rítmica
- Reita – baixo
- Kai – bateria